# Tomáš Vokoun
Tomáš Vokoun (Karlovy Vary, 2 luglio 1976) è un ex hockeista su ghiaccio ceco professionista che giocava nel ruolo di portiere. Nel corso della carriera ha giocato per diverse squadre della National Hockey League.